# Ronaldo Vieira
Ronaldo Vieira, född 19 juli 1998, är en fotbollsspelare (mittfältare) som spelar för den italienska klubben Torino, på lån från Sampdoria. Han föddes i Guinea-Bissau, har portugisisk nationalitet och har representerat England på U21-nivå.

## Klubblagskarriär

### Leeds United
Ronaldo Vieira och hans tvillingbror Romário växte upp i Portugal och spelade i Benficas ungdomslag fram till 2011, då familjen flyttade till England. Efter flytten provspelade bröderna med Manchester City, Hull City och Barnsley. De spelade sedan med mindre klubbar tills de upptäcktes av Leeds United. 2015 skrev Ronaldo på ett ungdomskontrakt med Leeds, och den 5 maj 2016 blev han proffs med ett tvåårigt kontrakt. Två dagar senare debuterade han med ett inhopp i säsongens sista seriematch, ett oavgjort bortamöte med Preston North End.
I den sista matchen på försäsongen 2016, där Leeds besegrade Serie A-klubben Atalanta med 2-1, blev Vieira utsedd till matchens spelare. Han gjorde sin första tävlingsmatch från start i säsongspremiären den 7 augusti mot Queens Park Rangers. Den 1 september 2016 förlängdes Ronaldo Vieiras kontrakt med Leeds United till 2019; samma dag skrev hans bror Romário på ett ettårigt lärlingskontrakt med klubben. Ronaldo fortsatte att imponera och kom att spela 37 matcher under sin genombrottssäsong 2016/2017, som kröntes med utmärkelsen som klubbens bäste unga spelare. Den 24 maj 2017 skrev han på sitt tredje kontrakt med Leeds United på strax över ett års tid, en fyraårig förlängning till 2021.
Efter att Leeds värvat ett större antal spelare under sommaren 2017 inledde Vieira den nästföljande säsongen i huvudsak utanför startelvan, men när sviktande resultat under hösten påkallade förändringar i truppen tog han plats allt oftare. Den 19 februari 2018 kom Ronaldo Vieira på 20:e plats i CIES lista över Europas mest lovande spelare under 20 års ålder. Han spelade 32 matcher under säsongen 2017/2018, varav 26 från start.
Den 29 juli 2018 framkom det att Serie A-klubben Sampdoria lagt ett bud på Vieira, som varit mindre framträdande under den gångna säsongen än under sitt genombrott 2016/2017. Dessutom hade det framgått av försäsongen att även om Vieira inte var bland de spelare som den nye Leeds-managern Marcelo Bielsa ville avyttra, så var han inte heller omedelbart aktuell för startelvan.

### Sampdoria
Den 1 augusti 2018 värvades Ronaldo Vieira av Sampdoria för en övergångssumma som angavs ligga på 7,7 miljoner pund, med möjlighet att stiga till 10 miljoner med tillägg. Han skrev på ett femårskontrakt med den nya klubben.
Den 3 oktober 2020 lånades Vieira ut till Hellas Verona på ett säsongslån. Den 31 januari 2023 förlängde Vieira sitt kontrakt i Sampdoria fram till juni 2027 och lånades samtidigt ut till Torino på ett låneavtal över resten av säsongen 2022/2023.

## Landslagskarriär
Vieira kan representera tre olika länder på landslagsnivå: födelselandet Guinea-Bissau, Portugal genom hans nationalitet, och England då han utbildats i landet i minst fem år innan han fyllde 18. I början av 2017 uttryckte han att Portugal var hans förstaval, men att han också var öppen för att spela för England.
Den 16 maj 2017 blev Vieira för första gången uttagen till Englands U20-landslag. Han spelade i ungdomslandslagsturneringen i Toulon i juni 2017, där England slutade som mästare efter att Vieira gjort mål på den avgörande straffen mot Elfenbenskusten. Han sade efter turneringen att han var stolt över att spela för England efter att ha bott där en längre tid. Vieira deltog i Toulon-mästerskapet även 2018, och gjorde där sitt första landslagsmål på långskott mot Qatar. Sammanlagt spelade Vieira tre matcher inklusive finalen mot Mexiko, som England vann för tredje året i rad.

## Namn
Ronaldo Vieira och hans bror Romário föddes i juli 1998, samma sommar som fotbolls-VM i Frankrike. Deras fotbollsintresserade föräldrar namngav dem efter de brasilianska landslagsstjärnorna Ronaldo och Romário.